# Międzynarodowa Organizacja Studentów Geodezji
Międzynarodowa Organizacja Studentów Geodezji, IGSO (od ang. International Geodetic Student Organisation) – niezależna, apolityczna, niedochodowa organizacja prowadzona przez studentów geodezji i młodych geodetów z różnych państw.

## Cele
Głównymi celami Międzynarodowej Organizacji Studentów Geodezji są:
- zjednoczenie studentów geodezji, kartografii i geoinformatyki z całego świata
- przedstawienie studentów geodezji społeczności
- budowa współpracy między stowarzyszeniami członkowskimi
- ustanowienie i wzmocnienie współpracy pomiędzy uczelniami i organizacjami partnerskimi

Cele te są organizowane i realizowane poprzez Międzynarodowe Spotkania Studentów Geodezji (IGSM, od ang. International Geodetic Students Meeting) oraz walne zgromadzenia.

## Struktura
Członkami Międzynarodowej Organizacji Studentów Geodezji są stowarzyszenia i studenckie koła naukowe geodezji, kartografii i geoinformatyki uczelni wyższych.
Organami IGSO są:
- walne zgromadzenia (General Assemblies)
- zarząd (International Geodetic Students Agency: General Secretary, Treasurer i Actuary)
- rewidenci finansowi (auditors of account).

Struktura IGSO i realizacja IGSM 2004 została zaprezentowana na konferencji Międzynarodowego Towarzystwa Fotogrametrii i Teledetekcji (ISPRS, od ang. International Society for Photogrammetry and Remote Sensing) w 2006.

## Historia
Pierwsze Międzynarodowe Spotkanie Studentów Geodezji zostało zorganizowane w Holandii przez studentów geodezji z Uniwersytetu Technicznego w Delfcie. Międzynarodowa Organizacja Studentów Geodezji powstała później, podczas czwartego IGSM w austriackim Grazu.
Wcześniejsze i planowane spotkania:
| Rok  | Tytuł     | Państwo         | Miasto              | Uniwersytet                                                                         |
| ---- | --------- | --------------- | ------------------- | ----------------------------------------------------------------------------------- |
| 1988 | 1. IGSM   | Holandia        | Delft               | Uniwersytet Techniczny w Delfcie                                                    |
| 1989 | 2. IGSM   | Niemcy          | Bonn                | Uniwersytet w Bonn                                                                  |
| 1990 | 3. IGSM   | Węgry           | Budapeszt           | Uniwersytet Techniczno-Ekonomiczny w Budapeszcie                                    |
| 1991 | 4. IGSM   | Austria         | Graz                | Uniwersytet w Grazu                                                                 |
| 1992 | 5. IGSM   | Wielka Brytania | Londyn              | University College London                                                           |
| 1993 | 6. IGSM   | Czechy          | Praga               | Politechnika Czeska w Pradze                                                        |
| 1994 | 7. IGSM   | Niemcy          | Bochum-Essen        | Hochschule Bochum, Universität-Gesamthochschule Essen                               |
| 1995 | 8. IGSM   | Polska          | Warszawa            | Politechnika Warszawska                                                             |
| 1996 | 9. IGSM   | Niemcy          | Hanower             | Uniwersytet Gottfrieda Wilhelma Leibniza w Hanowerze                                |
| 1997 | 10. IGSM  | Holandia        | Delft               | Uniwersytet Techniczny w Delfcie                                                    |
| 1998 | 11. IGSM  | Hiszpania       | Madryt              | Universidad Politécnica de Madrid                                                   |
| 1999 | 12. IGSM  | Hiszpania       | Walencja            | Universidad Politécnica de Valencia                                                 |
| 2000 | 13. IGSM  | Francja         | Le Mans/Paryż       | École supérieure des géomètres et topographes (ESGT)                                |
| 2001 | 14. IGSM  | Wielka Brytania | Newcastle upon Tyne | Uniwersytet w Newcastle                                                             |
| 2002 | 15. IGSM  | Słowenia        | Lublana             | Uniwersytet Lublański                                                               |
| 2003 | 16. IGSM  | Niemcy          | Drezno              | Uniwersytet Techniczny w Dreźnie                                                    |
| 2004 | 17. IGSM  | Finlandia       | Espoo               | Uniwersytet Techniczny w Helsinkach                                                 |
| 2005 | 18. IGSM  | Turcja          | Stambuł             | Uniwersytet Techniczny w Stambule                                                   |
| 2006 | 19. IGSM  | Polska          | Kraków              | Akademia Górniczo-Hutnicza im. Stanisława Staszica w Krakowie                       |
| 2007 | 20. IGSM  | Bułgaria        | Sofia               | University of Architecture, Civil Engineering and Geodesy (UACEG)                   |
| 2008 | 21. IGSM  | Hiszpania       | Walencja            | Universidad Politécnica de Valencia                                                 |
| 2009 | 22. IGSM  | Szwajcaria      | Zurych              | Politechnika Federalna w Zurychu                                                    |
| 2010 | 23. IGSM  | Chorwacja       | Zagrzeb             | Uniwersytet w Zagrzebiu                                                             |
| 2011 | 24. IGSM  | Wielka Brytania | Newcastle upon Tyne | Uniwersytet w Newcastle                                                             |
| 2012 | 25. IGSM  | Hiszpania       | Jaén                | Universidad de Jaén                                                                 |
| 2013 | 26. IGSM  | Polska          | Wrocław             | Uniwersytet Przyrodniczy we Wrocławiu                                               |
| 2014 | 27. IGSM  | Turcja          | Stambuł             | Uniwersytet Techniczny w Stambule                                                   |
| 2015 | 28. IGSM  | Finlandia       | Espoo               | Uniwersytet Aalto                                                                   |
| 2016 | 29. IGSM  | Niemcy          | Monachium           | Uniwersytet Techniczny w Monachium                                                  |
| 2017 | 30. IGSM  | Chorwacja       | Zagrzeb             | Uniwersytet w Zagrzebiu                                                             |
| 2018 | 31. IGSM  | Hiszpania       | Walencja            | Universidad Politécnica de Valencia                                                 |
| 2019 | 32. IGSM  | Polska          | Warszawa            | Politechnika Warszawska                                                             |
| 2020 | anulowany | Grecja          | Saloniki            | Uniwersytet Arystotelesa w Salonikach                                               |
| 2021 | 33. IGSM  | Niemcy          | Hanower             | Uniwersytet Gottfrieda Wilhelma Leibniza w Hanowerze (online)                       |
| 2022 | 34. IGSM  | Niemcy          | Hanower & Hamburg   | Uniwersytet Gottfrieda Wilhelma Leibniza w Hanowerze & HafenCity University Hamburg |
| 2023 | 35. IGSM  | Hiszpania       | Walencja            | Universidad Politécnica de Valencia                                                 |
| 2024 | 36. IGSM  | Bułgaria        | Sofia               | University of Architecture, Civil Engineering and Geodesy (UACEG)                   |
| 2025 | 37. IGSM  | Maroko          | Rabat               | Institut agronomique et vétérinaire Hassan-II                                       |
| 2026 | 38. IGSM  | Chorwacja       | Zagrzeb             | Uniwersytet w Zagrzebiu                                                             |
| 2027 | 39. IGSM  | Polska          | Wrocław             | Uniwersytet Przyrodniczy we Wrocławiu                                               |

## Organizacje partnerskie
Organizacją partnerską IGSO jest Międzynarodowa Federacja Geodetów (FIG).